# Crosby & Nash
Crosby & Nash, musikduo. Duon bestod av två av medlemmarna från Crosby, Stills & Nash; David Crosby född 14 augusti 1941, död 19 januari 2023 (gitarr, sång) och Graham Nash född 2 februari 1942 (keyboard, gitarr, sång). 
Duon besökte Sverige under sin Europaturné 2005. 6 februari spelade de på Stockholms Konserthus och 8 februari på Rondo i Göteborg.

## Diskografi
Studioalbum
- Graham Nash / David Crosby (1972)
- Wind on the Water (1975)
- Whistling Down the Wire (1976)

Livealbum
- Live (1977)
- Another Stoney Evening 1971 (1998)
- Crosby-Nash: In Concert (2011)

Samlingsalbum
- Best of Crosby and Nash (1978)
- The Best of Crosby & Nash: The ABC Years (2002)
- Crosby & Nash (2004) (2-CD)
- Crosby & Nash: Highlights (2006)

Se också: Crosby, Stills & Nash, Crosby, Stills, Nash & Young, David Crosby, Stephen Stills, Graham Nash och Neil Young.